# Шацкая поселковая община
Шацкая поселковая община (укр. Шацька селищна громада) — территориальная община в Ковельском районе Волынской области Украины.
Административный центр — посёлок Шацк.
Население составляет 16233 человека. Площадь — 761,4 км².
В соответствии с распоряжением Кабинета Министров Украины от 12 июня 2020 года, в состав общины вошла территория упразднённого Шацкого района.

## Населённые пункты
В состав общины входят 1 посёлок и 30 сёл:
- Посёлок Шацк
- Грабовский старостинский округ:
  - Адамчуки
  - Голядин
  - Грабово
  - Смоляри-Свитязские
- Мельниковский старостинский округ:
  - Гаевка
  - Мельники
- Пищанский старостинский округ:
  - Затишье
  - Каменка
  - Островье
  - Пища
- Припятский старостинский округ:
  - Волица
  - Крапивники
  - Плоское
  - Припять
- Пулемецкий старостинский округ:
  - Пулемец
- Пульмовский старостинский округ:
  - Залесье
  - Кошары
  - Ольшанка
  - Пульмо
- Ростаньский старостинский округ:
  - Красный Бор
  - Перешпа
  - Ростань
  - Хрипск
- Самойличевский старостинский округ:
  - Пехи
  - Положево
  - Самойличи
  - Хомичи
- Свитязьский старостинский округ:
  - Омельно
  - Подманово
  - Свитязь